# Parque nacional Pipeclay
Pipeclay es un parque nacional en Queensland (Australia), ubicado a 165 km al norte de Brisbane.

## Datos
- Área: 20.000 m²
- Coordenadas: 25°59′04″S 153°00′20″E / -25.98444, 153.00556
- Fecha de Creación: 1963
- Administración: Servicio para la Vida Salvaje de Queensland
- Categoría IUCN: II

Véase también:
- Zonas protegidas de Queensland

- Datos: Q2733269